# Комбинована вакцина
Комбиноване вакцине су технолошки савременији производи, који у свом саставу имају компоненте против више болести. Оне  се још називају и поливалентне вакцине (по аналогији са вакцинама које садрже само један антиген и некад се називају моновалентним). Ове вакцине задржавају све добре особине појединачних вакцина и показано је да се њима индукује протективан имунски одговор на сваку компоненту у вакцини (било да је атенуисани сој или антиген) у приближно истој мери као и кад се дају појединачне вакцине.
Комбиноване вакцине су еквивалент компоненти вакцине у једном производу који се примењује у циљу превенције или заштите од више типова инфективних агенаса који узрокују болест. Употреба комбинованих вакцина редукује број инјекција које треба дати пацијенту, што смањује број нежељених рекација које се доводе у везу са бројем датих инјекција и више посета лекару.

## Врсте
Према броју вакцина коју садржи нека од њихових вакцина оне могу бити:
| Четворо валентне | ДТаП - ИПВ            | Ова вакцина садржи: инактивисану вакцину против дечје парализе, ацелуларну против великог кашља, тетанусног и дифтеричног токсоида.                                                                                           |
| Пето валентне    | ДТаП - ИПВ - Хиб      | Ова вакцина садржи: инактивисану вакцину против дечје парализе, ацелуларну против великог кашља, тетанусног и дифтеричног токсоида и конјуговану вакцину против обољења изазваних хемофилусом инфлуенце тип Б.                |
| Шесто валентне   | ДТаП - ИПВ - Хиб - ХБ | Ова вакцина садржи: инактивисану вакцину против дечје парализе, ацелуларну против великог кашља, тетанусног и дифтеричног токсоида и конјуговану вакцину против обољења изазваних хемофилусом инфлуенце тип Б и хепатитиса Б. |

## Карактеристике
Комбиноване вакцине у себи садрже антигене различитих серотипова једног истог патогена или већи број антигена пореклом од различитих патогена. 
Пример за прво је вакцина против пнеумокока, било полисахаридна која садржи полисахаридне антигене 23 најчешћа серотипа у популацији, или коњугована која садржи антигене 7 серотипова који су најчешћи узрочници тешких инвазивних инфекција код деце. 
Пример за друго су ДТП вакцина (често се изговара Ди-Тепер) против тетануса, дифтерије и великог кашља или комбинована жива вакцина ММР против малих богиња (морбила), заушки (мумпса) и рубеле. 
Ове вакцине задржавају све добре особине појединачних вакцина и показано је да се њима индукује протективан имунски одговор на сваку компоненту у вакцини (било да је атенуисани сој или антиген) у приближно истој мери као и кад се дају појединачне вакцине.
Мањи број посета лекару
Студије указују да је пацијентима и родитељима који доводе дете на вакцинацију некомфорно, јер треба да долазе или доводе дете у више појединачних посета за више инјекција. Због тога су комбиноване вакцине веома практичне (мање давања, мање оптерећење детета, мањи број долазака код лекара, мања укупна цена итд.) и тенденција је да се вакцине које се дају педијатријској популацији све више замењују комбинованим вакцинама против већег броја патогена (нове вакцине садрже и по пет или више различитих патогена).
Предности
Потенцијална предност комбинованих вакцина укључује:
- унапређење обухвата вакцинацијом,
- правовремено вакцинисање у складу са календаром имунизације,
- рдуковање трошкова складиштења и транспорта,
- смањење трошкова здравствене заштите током додатних посета услед потребе за одлагањем вакцинације,
- редуковање потенцијалних грешака у руковању,
- минимизирање трошкова растура, руковања и дистрибуције.

Недостаци
Потенцијални недостаци комбинованих вакцина су: 
- нежељене реакције, које се јављју чешће након апликовања комбинованих вакцина у поређењуса апликовањем појединачних вакцина током исте посете,
- конфузија и недоследност о селекцији вакцина за комбинацију и размака за појединачне дозе,
- редуковање имуногености једне или више компоненти,
- неопходност давања екстра доза појединих компоненти након примовакцинације,
- краће трајање имунитета у односу на онај који даје појединачна компонен-та вакцине.

Нежељене реакције
Ове реакције су могуће, очекиване и благе. Могу се јавити у виду црвенила, отока и бола на месту давања вакцине, повишене
температуре, узнемирености и плача детета или блажег облика болести против које је примљена вакцина.
Тешке реакције су ретке и значајно су мање од ризика од заразне болести и компликација код деце која нису вакцинисана.
Контраиндикације
Опште контраиндикације за активну имунизацију су:
- акутне болести;
- фебрилна стања;
- анафилаксија на компоненте вакцине;
- теже нежељене реакције на претходну дозу вакцине.

Контраиндикације за живе вакцине су стања смањене отпорности организма.